# 胡蘿蔔暴民

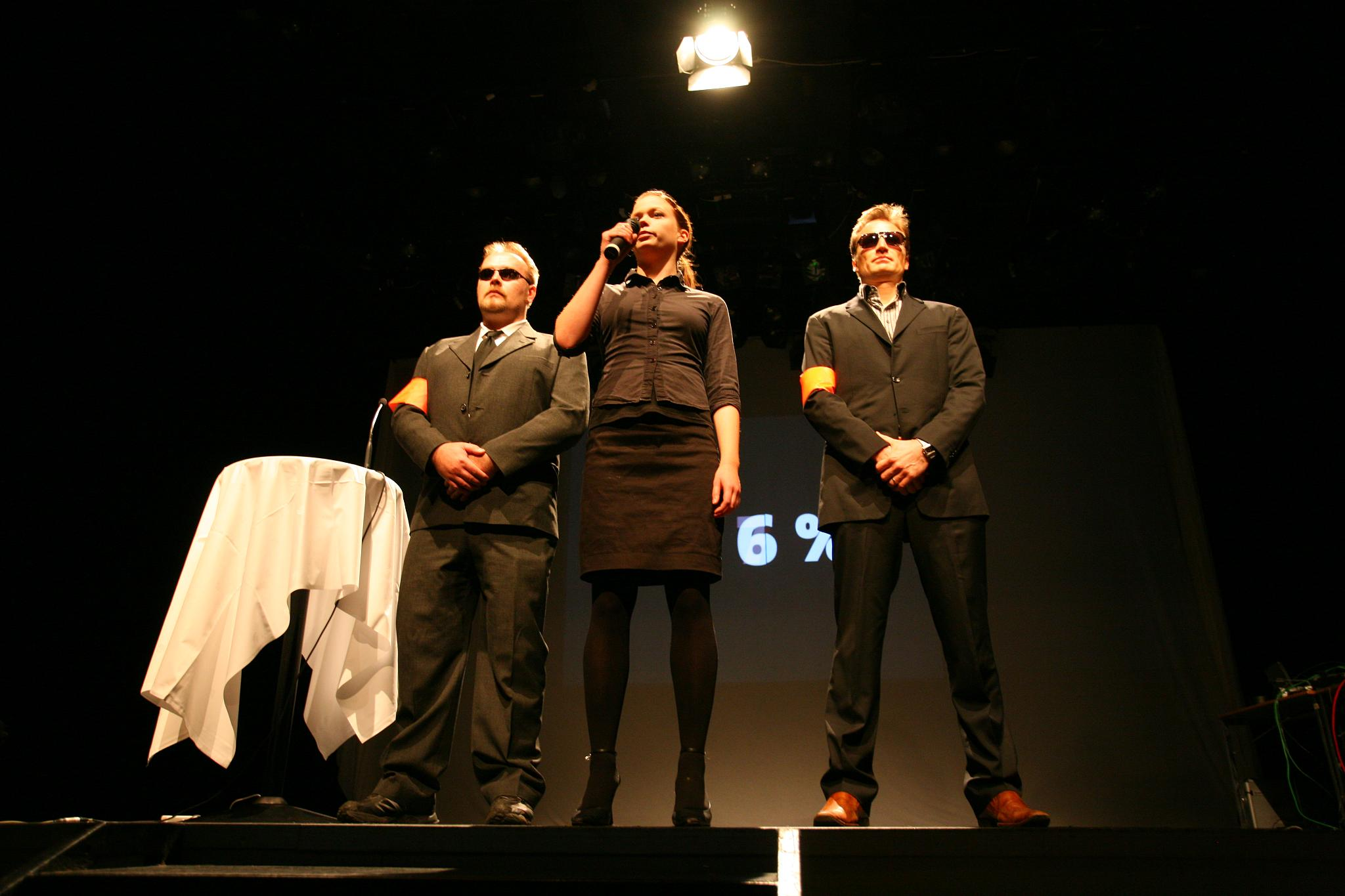
Carrotmob in Finland in 2008

胡蘿蔔暴民(英語：Carrotmob)，是自2008年開始的一個環保運動，主張以消費力量與大商業集團對抗，支持環保小店。目前有8個北美洲、歐洲、大洋洲國家擁有胡蘿蔔暴民組織。

## 成立
2008年5月最初在美國加州舊金山發跡的學生運動。為了對抗大公司無視於環保、破壞地球生態環境，他們主張「拿起胡蘿蔔棒子作為革命武器」，組織名稱結合「胡蘿蔔(carrot)」+「暴民(mob)」複合字。加入組織的雜貨店或商店，必須使用盈餘的二到三成來作為節能減碳設備的改善費用，像是使用太陽能板，他們也透過網路集結消費者團購那些加入胡蘿蔔暴民的商店。
這波風潮席捲歐洲和澳大利亞，胡蘿蔔暴民主張消費者應該主動出擊拯救地球和改善環境。

## 外部連結
- Carrotmob （页面存档备份，存于）
- 團購環保小店，胡蘿蔔暴民來了